# Эремия, Алина
Алина Эремия (рум. Alina Eremia; род. 15 декабря 1993, Буфтя) — румынская певица, актриса, телезвезда.
Эремия занималась музыкой с раннего детства, занимала призовые места на детских музыкальных конкурсах, а в 2005 году представляла Румынию на Детском конкурсе песни Евровидение с песней «Turai!» и по итогам голосования заняла пятое место. Она на протяжении шести лет была участницей детского музыкального коллектива Miracol, училась игре на пианино в бухарестской школе искусств. В 2008 году Алина стала сотрудничать с румынским представительством компании Disney и озвучивала главных героинь мультфильмов «Покахонтас» и «Красавица и Чудовище» на румынском языке.
Эремия играла главную роль в популярном музыкальном сериале «Ставка с жизнью» (Pariu cu viața), который демонстрировался на канале Pro TV на протяжении четырёх сезонов, с 2011 по 2014, а также транслировался в США, Австралии, Канаде и других странах. Ведущие актёры сериала создали поп-группу Lala Band, которая выпустила несколько музыкальных альбомов. Кроме того, Эремия выступает как сольная исполнительница и выпустила несколько синглов, один из которых, «Când luminile se sting», достиг второй строчки в национальном хит-параде.
В 2014 году Эремия принимала участие в первом сезоне румынской версии телешоу «Танцы со звёздами» на канале Antena 1. В 2015 году выступила в румынском телешоу «Te cunosc de undeva!» (российский аналог — «Один в один») и заняла 2-е место (победу одержал Чезар Оуату).